# روتن، بلژیوم
روتن (به لاتین: Rutten) یک منطقهٔ مسکونی در بلژیک است که در تنژران واقع شده‌است. روتن ۱۰٬۵۲ کیلومتر مربع مساحت و ۸۰۱ نفر جمعیت دارد.